# Варламов Семен Олександрович
Семен Олександрович Варламов (рос. Семён Александрович Варламов; 20 вересня 1988, м. Куйбишев, СРСР) — російський хокеїст, воротар. Виступає за «Локомотив» (Ярославль) у Континентальній хокейній лізі. Заслужений майстер спорту Росії (2012).
Вихованець хокейної школи «Локомотив» (Ярославль). Виступав за «Локомотив» (Ярославль), «Герші Берс» (АХЛ), «Вашингтон Кепіталс», «Колорадо Аваланш».
У складі національної збірної Росії учасник зимових Олімпійських ігор 2010 (0 матчів), учасник чемпіонатів світу 2010 і 2012 (13 матчів). У складі молодіжної збірної Росії учасник чемпіонатів світу 2006 і 2007. У складі юніорської збірної Росії учасник чемпіонатів світу 2005 і 2006.
Досягнення
- Чемпіон світу (2012), срібний призер (2010)
- Володар Кубка Колдера (2010).